# ATP Tour World Championships 1999
De ATP Tour World Championships 1999 werd voor de vierde keer in het Duitse Hannover gehouden. Het toernooi werd van 22 tot 28 november 1999 in de EXPO 2000 Tennis Dome op hardcourtbanen gespeeld. Het deelnemersveld bestond uit de beste acht spelers op de ATP Rankings.

## Enkelspel

### Deelnemers
De acht geplaatste spelers + vervanger:
| Ranking | Speler             | Prestatie    |
| ------- | ------------------ | ------------ |
| 1.      | Andre Agassi       | Runner-up    |
| 2.      | Jevgeni Kafelnikov | Halve finale |
| 3.      | Gustavo Kuerten    | Round Robin  |
| 4.      | Thomas Enqvist     | Round Robin  |
| 5.      | Pete Sampras       | Winnaar      |
| 6.      | Nicolas Kiefer     | Halve finale |
| 7.      | Todd Martin        | Round Robin  |
| 8.      | Nicolás Lapentti   | Round Robin  |

### Groepsfase
De eindstand in de groepsfase wordt bepaald door achtereenvolgend te kijken naar eerst het aantal overwinningen in combinatie met het aantal wedstrijden. Mochten er dan twee spelers gelijk staan wordt er naar het onderling resultaat gekeken. Mocht het aantal overwinningen en wedstrijden bij drie of vier spelers gelijk wordt er gekeken naar het percentage gewonnen sets en eventueel gewonnen games. Als er dan nog steeds geen ranglijst opgemaakt kan worden dan beslist de wedstrijd commissie.

#### Witte Groep
|                 |                  | Uitslag        |
| --------------- | ---------------- | -------------- |
| Andre Agassi    | Gustavo Kuerten  | 6–4, 7–5       |
| Pete Sampras    | Nicolás Lapentti | 7–6(2), 7–6(5) |
| Andre Agassi    | Pete Sampras     | 6–2, 6–2       |
| Gustavo Kuerten | Nicolás Lapentti | 6–1, 6–2       |
| Andre Agassi    | Nicolás Lapentti | 6–1, 6–2       |
| Gustavo Kuerten | Pete Sampras     | 2–6, 3–6       |

| Nr. | Speler           | Wedstrijd W - V | Sets W - V | Games W - V |
| --- | ---------------- | --------------- | ---------- | ----------- |
| 1   | Andre Agassi     | 3-0             | 6-0        | 37-16       |
| 2   | Pete Sampras     | 2-1             | 4-2        | 30-29       |
| 3   | Gustavo Kuerten  | 1-2             | 2-4        | 26-28       |
| 4   | Nicolás Lapentti | 0-3             | 0-6        | 19-38       |

#### Rode Groep
|                    |                | Uitslag       |
| ------------------ | -------------- | ------------- |
| Jevgeni Kafelnikov | Thomas Enqvist | 7–5, 3–6, 6–4 |
| Nicolas Kiefer     | Todd Martin    | 6–3, 6–2      |
| Jevgeni Kafelnikov | Nicolas Kiefer | 1–6, 6–4, 2–6 |
| Thomas Enqvist     | Todd Martin    | 4–6, 1–6      |
| Jevgeni Kafelnikov | Todd Martin    | 6–4, 1–6, 6–1 |
| Thomas Enqvist     | Nicolas Kiefer | 6–4, 7–5      |

| Nr. | Speler             | Wedstrijd W - V | Sets W - V | Games W - V |
| --- | ------------------ | --------------- | ---------- | ----------- |
| 1   | Nicolas Kiefer     | 2-1             | 4-3        | 37-27       |
| 2   | Jevgeni Kafelnikov | 2-1             | 5-4        | 38-42       |
| 3   | Todd Martin        | 1-2             | 3-4        | 28-30       |
| 4   | Thomas Enqvist     | 1-2             | 3-4        | 33-37       |

### Knock-outfase
|  | Halve finale | Halve finale       | Halve finale | Halve finale | Halve finale |   |              | Finale | Finale | Finale | Finale | Finale | Finale | Finale |
|  |              |                    |              |              |              |   |              |        |        |        |        |        |        |        |
|  | 1            | Andre Agassi       | 6            | 7            |              |   |              |        |        |        |        |        |        |        |
|  | 2            | Jevgeni Kafelnikov | 4            | 65           |              |   |              |        |        |        |        |        |        |        |
|  | 2            | Jevgeni Kafelnikov | 4            | 65           |              | 1 | Andre Agassi | 1      | 5      | 4      |        |        |        |        |
|  |              |                    |              |              |              | 1 | Andre Agassi | 1      | 5      | 4      |        |        |        |        |
|  |              | 5                  | Pete Sampras | 6            | 7            | 6 |              |        |        |        |        |        |        |        |
|  | 5            | 5                  | Pete Sampras | 6            | 7            | 6 | Pete Sampras | 6      | 6      |        |        |        |        |        |
|  | 5            |                    |              |              |              |   | Pete Sampras | 6      | 6      |        |        |        |        |        |
|  | 6            | Nicolas Kiefer     | 3            | 3            |              |   |              |        |        |        |        |        |        |        |

## Dubbelspel
Het ATP Tour World Championships 1999 dubbelspeltoernooi vond plaats in het Amerikaanse Hartford. Het toernooi werd van 15 tot 21 november 1999 in het Hartford Civic Center op tapijtbanen gespeeld. Het deelnemersveld bestond uit de beste acht dubbels op de ATP Rankings.
De acht geplaatste dubbels :

### Deelnemers
| Ranking | Spelers                           | Prestatie    |
| ------- | --------------------------------- | ------------ |
| 1.      | Mahesh Bhupathi Leander Paes      | Runners-up   |
| 2.      | Todd Woodbridge Mark Woodforde    | Halve finale |
| 3.      | Ellis Ferreira Rick Leach         | Round Robin  |
| 4.      | Sébastien Lareau Alex O'Brien     | Winnaars     |
| 5.      | David Adams John-Laffnie de Jager | Round Robin  |
| 6.      | Wayne Black Sandon Stolle         | Halve finale |
| 7.      | Paul Haarhuis Jared Palmer        | Round Robin  |
| 8.      | Piet Norval Kevin Ullyett         | Round Robin  |
| 9.      | Jiří Novák David Rikl             | Round Robin  |

### Groepsfase
De eindstand in de groepsfase wordt bepaald door achtereenvolgend te kijken naar eerst het aantal overwinningen in combinatie met het aantal wedstrijden. Mochten er dan twee koppels gelijk staan wordt er naar het onderling resultaat gekeken. Mocht het aantal overwinningen en wedstrijden bij drie of vier koppels gelijk wordt er gekeken naar het percentage gewonnen sets en eventueel gewonnen games. Als er dan nog steeds geen ranglijst opgemaakt kan worden dan beslist de wedstrijd commissie.

#### Groene Groep
|                                   |                                   | Uitslag     |
| --------------------------------- | --------------------------------- | ----------- |
| Todd Woodbridge Mark Woodforde    | Sébastien Lareau Alex O'Brien     | 7–6(3), 6–4 |
| David Adams John-Laffnie de Jager | Paul Haarhuis Jared Palmer        | 4–6, 5–7    |
| Todd Woodbridge Mark Woodforde    | Paul Haarhuis Jared Palmer        | 6–4, 6–2    |
| Sébastien Lareau Alex O'Brien     | David Adams John-Laffnie de Jager | 6–2, 7–6(5) |
| Todd Woodbridge Mark Woodforde    | Jiří Novák David Rikl             | 6–2, 6–4    |
| Sébastien Lareau Alex O'Brien     | Paul Haarhuis Jared Palmer        | 7–6(1), 6–2 |

| Nr. | Speler                            | Wedstrijd W - V | Sets W - V | Games W - V |
| --- | --------------------------------- | --------------- | ---------- | ----------- |
| 1   | Todd Woodbridge Mark Woodforde    | 3-0             | 6-0        | 37-22       |
| 2   | Sébastien Lareau Alex O'Brien     | 2-1             | 4-2        | 36-29       |
| 3   | Paul Haarhuis Jared Palmer        | 1-2             | 2-4        | 27-34       |
| 4   | David Adams John-Laffnie de Jager | 0-2             | 0-4        | 17-26       |
| 5   | Jiří Novák David Rikl             | 0-1             | 0-2        | 6-12        |

- Jiří Novák/ David Rikl vervingen het wegens ziekte afgehaakte duo David Adams / John-Laffnie de Jager na de 2e dubbelpartij.

#### Gouden Groep
|                              |                           | Uitslag          |
| ---------------------------- | ------------------------- | ---------------- |
| Mahesh Bhupathi Leander Paes | Ellis Ferreira Rick Leach | 6–4, 6–4         |
| Wayne Black Sandon Stolle    | Piet Norval Kevin Ullyett | 7–6(5), 6–1      |
| Mahesh Bhupathi Leander Paes | Wayne Black Sandon Stolle | 7–6(5), 5–7, 2–6 |
| Ellis Ferreira Rick Leach    | Piet Norval Kevin Ullyett | 3–6, 3–6         |
| Mahesh Bhupathi Leander Paes | Piet Norval Kevin Ullyett | 7–6(1), 6–3      |
| Ellis Ferreira Rick Leach    | Wayne Black Sandon Stolle | 6–3, 6–2         |

| Nr. | Speler                       | Wedstrijd W - V | Sets W - V | Games W - V |
| --- | ---------------------------- | --------------- | ---------- | ----------- |
| 1   | Wayne Black Sandon Stolle    | 2-1             | 4-3        | 37-33       |
| 2   | Mahesh Bhupathi Leander Paes | 2-1             | 5-2        | 39-36       |
| 3   | Piet Norval Kevin Ullyett    | 1-2             | 2-4        | 28-32       |
| 4   | Ellis Ferreira Rick Leach    | 1-2             | 2-4        | 26-29       |

### Knock-outfase
|  | Halve finale | Halve finale                   | Halve finale                  | Halve finale | Halve finale |   |                               | Finale                       | Finale | Finale | Finale | Finale | Finale | Finale |
|  |              |                                |                               |              |              |   |                               |                              |        |        |        |        |        |        |
|  | 1            | Mahesh Bhupathi Leander Paes   | 5                             | 6            | 7            |   |                               |                              |        |        |        |        |        |        |
|  | 2            | Todd Woodbridge Mark Woodforde | 7                             | 2            | 5            |   |                               |                              |        |        |        |        |        |        |
|  | 2            | Todd Woodbridge Mark Woodforde | 7                             | 2            | 5            |   | 1                             | Mahesh Bhupathi Leander Paes | 3      | 2      | 2      |        |        |        |
|  |              |                                |                               |              |              |   | 1                             | Mahesh Bhupathi Leander Paes | 3      | 2      | 2      |        |        |        |
|  |              | 4                              | Sébastien Lareau Alex O'Brien | 6            | 6            | 6 |                               |                              |        |        |        |        |        |        |
|  | 4            | 4                              | Sébastien Lareau Alex O'Brien | 6            | 6            | 6 | Sébastien Lareau Alex O'Brien | 6                            | 7      |        |        |        |        |        |
|  | 4            |                                |                               |              |              |   | Sébastien Lareau Alex O'Brien | 6                            | 7      |        |        |        |        |        |
|  | 6            | Wayne Black Sandon Stolle      | 3                             | 5            |              |   |                               |                              |        |        |        |        |        |        |